# ألبوينتي

شعار ألبونت

البُنْت أو الفُنت أو (نقحرة: ألبوينتي) (بالإسبانية: Alpuente) هي بلدية في مقاطعة بلنسية بمنطقة بلنسية في إسبانيا.

## التاريخ
كانت البُنت قاعدة طائفة البُنت إحدى ممالك الطوائف التي أسسها بنو القاسم الفهري في القرن الحادي عشر الميلادي. في عام 1103 م، أصبحت ألبونت تحت حكم المرابطين. وفي عام 1145، أصبحت جزءً من مملكة بلنسية ثم ضمّها الموحدون في عام 1172 م، ثم غزاها خايمي الفاتح عام 1229 م.

## وصلات خارجية
- الموقع الرسمي